# SL 9225

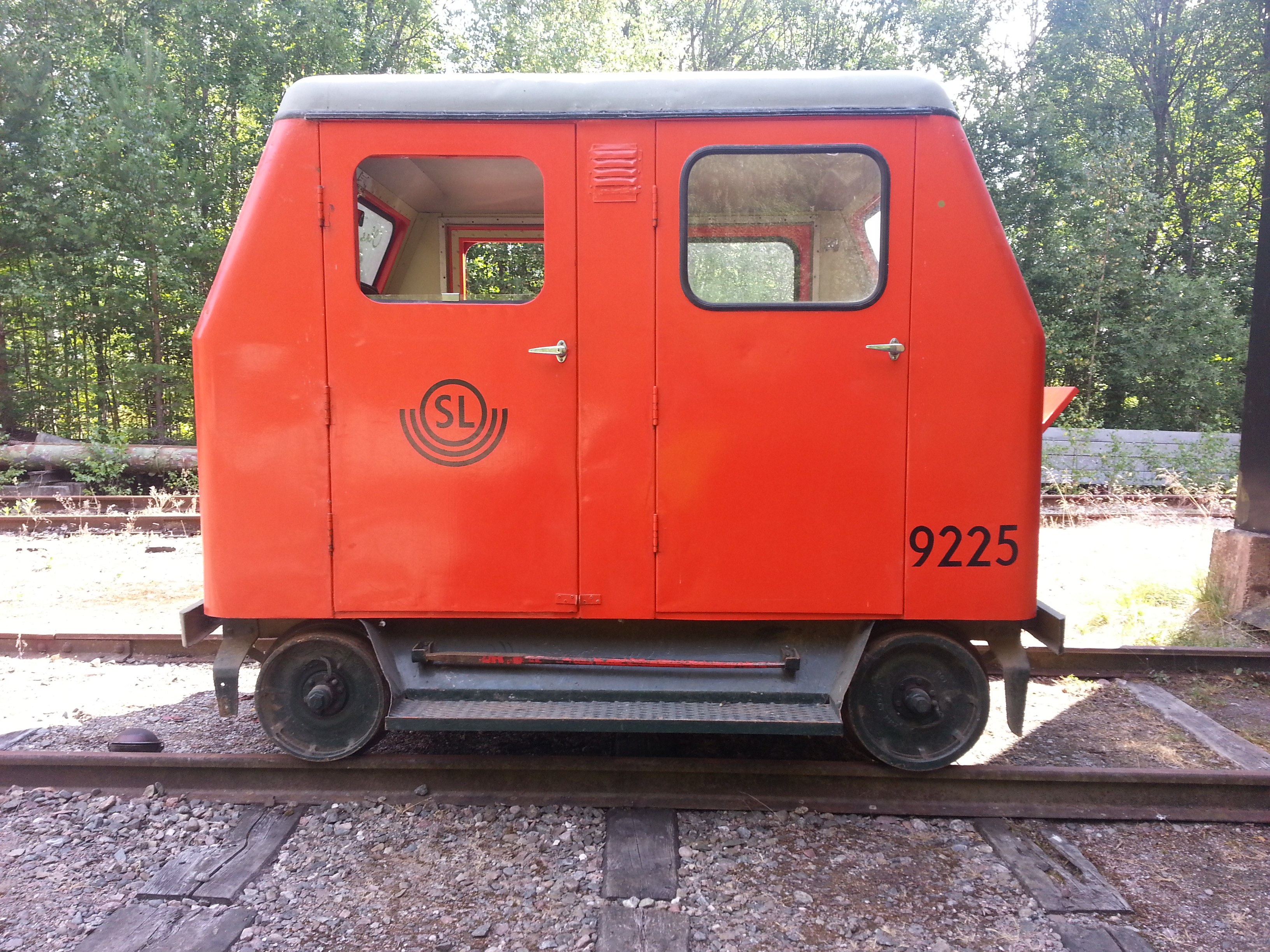

SL 9225 är en motordriven dressin som tillverkades 1956 av Bergbolagen och användes ursprungligen av Statens Järnvägar.
Dressinen är tvåaxlig och drivs av en Volkswagen typ 122 bensinmotor. Dressinen har fyra dörrar och fyra sittplatser, inklusive förarplats.

## Historia
Hos SJ hette vagnen MDR 011 nummer 3295. Den såldes senare till Storstockholms Lokaltrafik (SL) där den fick nummer 9225. Svenska Spårvägssällskapet övertog dressinen från SL år 1991, och den placerades vid Mörby verkstäder. 29 november samma år transporterades den med lastbil till Spårvägsmuseet i Malmköping.